# 星井七瀬
星井 七瀬（ほしい ななせ、1988年11月14日 - ）は、日本の歌手、ラッパー、タレント、女優。栃木県出身。本名、星野 由真（ほしの ゆま）。

## 略歴
原宿で母親と歩いていたところをスカウトされ、かつてアイドルに憧れていた母親の強い勧めで芸能界に入る。3代目なっちゃんのオーディションに受かり、サントリー「なっちゃん」のCMに出演、知名度を高める。
2003年6月、なっちゃん名義で「ガラスのクツ〜なっちゃん」でCDデビュー。星井七瀬名義でのデビューは同年10月「恋愛15シミュレーション」。
2004年、テレビドラマ『農家のヨメになりたい』（NHK総合）で女優デビュー。また、同年発売のアルバムに収録された『まんまと術中にはまったわたし』では、元の歌詞を自分なりにアレンジする方法で一部の作詞を担当した。
2009年、『獣の奏者 エリン』（NHK教育）の主人公エリン役の声を担当、声優に挑戦。
2010年4月、ブログに「昔は『なっちゃん』と呼ばれるのがイヤでした。」「実は、女の子を好きになった事があります」「ナチ映画が好きだから何? アナキーだから何? 同性愛者になった事があるから何?」「偏見や差別なんて気にしないわ。私は私だから。今の自分が好きだから。普通じゃつまらない。荒れていても、辛くても、普通の人生よりマシよ。私は私の世界観があるんだから!!」などと書いていたという。ブログはこの後閉鎖された。
2011年12月29日、所属事務所の公式サイトで、一般人男性との結婚と出産を発表した。ブログの閉鎖以降活動停止の状態となっていたが、この発表の際に「お仕事をお休みさせていただいていた」ことを明かした。
2012年7月13日、公式サイトを開設。2013年5月10日、公式サイトをリニューアルオープン。
2014年4月、フジテレビ系列のドラマ『ファースト・クラス』に、復帰後初となるドラマ出演。

## 人物
本名から芸名に改めたのは「なっちゃん」のCM出演がきっかけで、愛称を“なっちゃん”にするためにわざわざ芸名を“由真”から“七瀬”にした。
趣味は音楽と映画鑑賞、写真（キヤノン EOS Kiss デジタルX、ポラロイドSX-70、VISTA QUEST VQ1005を愛用）。特技はスポーツと絵画。
好きな音楽には、椎名林檎、70年代のロック、セックス・ピストルズ、ザ・クラッシュ、T・レックスや、レディオヘッド、レッド・ホット・チリ・ペッパーズ、ニルヴァーナ、ビョーク、マルーン5などを挙げている。中でも椎名林檎は目標とするほどで、彼女と同じEMIミュージック・ジャパンに所属した際はひどく感激したという。

## 音楽活動
2003年当時、人気若手女優としてCDデビューする事となったが、デビュー曲の「恋愛15シミュレーション」は脱力系ヒップホップと奇をてらった形となったが、これが逆に功を奏し、他に類を見ない楽曲となり注目され、オリコンチャート19位のヒットとなった。その後比較的オーソドックスな楽曲が続くことになるが、星井自身の歌唱力は決して高くなかったこともあり、CD販売数・注目度ともに右肩下がりとなり、星井七瀬名義としては2006年の「ナナナビゲーション」が最後のリリースとなった。
そのような中で「恋愛15シミュレーション」の流れを汲んだ曲も数曲発表されたが、「まんまと術中にはまったわたし」はあくまでアルバム曲の1曲、「パーマパビリオン」は注目度が下がった状態での発売となったため、「恋愛15シミュレーション」ほどのヒットとはならなかった。
その後、2007年から2009年にはSeventh Tarz Armstrongとしても活動。楽曲を多数発表したものの、大半が「ファンアイテム」や「実験的楽曲」と見られている中でも前述のラップ曲3曲などはCD発売当時から現在に至るまで星井のファン以外からも一定の評価を受けている。

## 作品

### シングル
1. ガラスのクツ〜なっちゃん（2003年6月18日、TOCT-4526）（なっちゃん名義）オリコン26位
  1. ガラスのクツ〜なっちゃん[4:31]
作詞：秋元康/作曲：近田春夫/編曲：上田知華・河野圭
  2. ガラスのクツ〜なっちゃん (Za downtown human beat remix)[4:48]
作詞：秋元康/作曲：近田春夫/編曲：上田知華・下町兄弟
  3. ガラスのクツ〜なっちゃん (jelly fish remix)[4:24]
作詞：秋元康/作曲：近田春夫/編曲：上田知華・TATOO
  4. ガラスのクツ〜なっちゃん (Instrumental)[4:32]
2. 恋愛15シミュレーション（2003年10月15日、TOCT-4715）[通常盤+初回生産限定盤(5万枚限定/DVD付)]オリコン19位
  1. 恋愛15シミュレーション[5:07] (NTV FUN'S RECOMMEND#031)
作詞・作曲：Splash Candy/編曲：本田優一郎
  2. ファーストステップ[4:16]
作詞：田中菜穂/作曲：TSUKASA/編曲：本田優一郎
  3. 恋愛15シミュレーション (berry×berry remix)[7:03]
  4. 恋愛15シミュレーション (Instrumental)[5:06]
3. OPEN COLOR（2004年2月11日、TOCT-4685）[通常盤+初回生産限定盤(5万枚限定/DVD付)]オリコン44位
  1. OPEN COLOR[3:37]
作詞：浅井晴巳/作曲・編曲：TARAWO
  2. テレパシー[5:01]
作詞：吉田亜紀/作曲・編曲：本田優一郎
  3. OPEN COLOR (Instrumental)[3:36]
  4. テレパシー (Instrumental)[5:00]
4. 神様 これって恋?（2004年6月30日、TOCT-4735）[通常盤+初回生産限定盤(DVD付)]オリコン55位
  1. 神様 これって恋?[4:29]
作詞・作曲：岡本真夜/編曲：清水信之
  2. フェードイン[3:51]
作詞：Motoki Matsuda/作曲：川端正美/編曲：tasuku
  3. 神様 これって恋? (Instrumental)[4:28]
  4. フェードイン (Instrumental)[3:49]
5. STAY WITH MY HEART〜気づいてKIMOCHI〜（2005年1月19日、TOCT-4833）（the nanapremes featuring 田中亮名義）[通常盤+初回限定盤(DVD付)]オリコン86位
  1. STAY WITH MY HEART〜気づいてKIMOCHI〜
作詞：RYO/作曲：YANAGIMAN
  2. ナナプリの恋愛SO!DANCE!RADIO-7700
作詞：ミッツィー申し訳・ナナプリームス/作曲：GEE申し訳Jr.・Satoshi Hidaka・ミッツィー申し訳
  3. STAY WITH MY HEART〜気づいてKIMOCHI〜(Instrumental)
  4. ナナプリの恋愛SO!DANCE!RADIO-7700(Instrumental)
6. パーマパビリオン（2005年12月14日、AVCD-30868）[通常盤+初回限定盤(DVD付)]オリコン91位
  1. パーマパビリオン[4:00]
作詞・作曲・編曲：SJR
  2. 金星黒ヒョウO型[4:09]
作詞・作曲・編曲：SJR
  3. パーマパビリオン (Instrumental)[3:59]
  4. 金星黒ヒョウO型 (Instrumental)[4:07]
7. ナナナビゲーション（2006年3月15日、AVCD-30917）[通常盤+初回限定盤(DVD付)]テレビ東京アニメ『capeta』エンディング・テーマ オリコン98位
  1. ナナナビゲーション[3:53]
作詞・作曲：SJR/編曲：SJR・ISAMU OHIRA
  2. 青春しぼり汁[3:36]
作詞・作曲・編曲：SJR
  3. ナナナビゲーション(Instrumental)[3:53]
  4. 青春しぼり汁 (Instrumental)[3:36]

### アルバム
- 桜の花（2004年2月25日、TOCT-25315）オリコン83位
- 全開ガール（2005年3月2日、TOCT-25618）（星井七瀬 vs the nanapremes 名義）オリコン257位
- ななせは僕の宝物〜シングル+DVDベスト・アルバム〜（2005年12月07日、TOCT-25830）

### コラボレーション
- 3rd X'mas featuring dream+長澤奈央+SweetS+星井七瀬+嘉陽愛子+PARADISE GO!! GO!!+斉藤未知（2005年11月16日、AVCD-30828）
- Girl's BOX 〜Best Hits Compilation Winter〜(2005年11月30日、AVCD-17769）
- Best X'mas（2006年12月6日、AVCD-23159）

### DVD

#### ミュージック・ビデオ
- なな☆ミュージックツアー（2004年3月24日、TOBF-5306）
- Fantastic Cafe（星井七瀬 & the nanapremes 名義）（2005年3月24日、TOBF-5371）

#### イメージ・ビデオ
- 七色の季節（2004年7月23日、GRD-0007）

## 出演

### テレビドラマ
- 農家のヨメになりたい（2004年、NHK総合） - 吉川加奈 役
- アイ'ム ホーム（2004年、NHK総合） - 清原スバル 役
- スターライト（2005年、テレビ東京） - 加山玲美 役
- Girl's BOX『箱入り娘のクリスマス』（2005年、BS-i） - 森田未来 役
- 土曜ワイド劇場『殺人スタント2』（2006年、テレビ朝日） - 高見沢仁美 役
- 新・桃太郎侍（2006年、テレビ朝日） - おまつ 役
- カクレカラクリ（2006年、TBS） - 花山玲奈 役
- 大河ドラマ『功名が辻』（2006年、NHK） - 美津 役
- 火曜ドラマゴールド『現代に甦った闇の死置人 あなたの怨み晴らします』（2007年、日本テレビ） - 田崎渚 役
- P&Gパンテーンドラマスペシャル『永遠の1.8秒』（2007年、フジテレビ） - 小林はるか 役
- プロポーズ大作戦 第4話（2007年、フジテレビ） - 長瀬未沙 役
- 死ぬかと思った『ドンジー』（2007年、日本テレビ） - ナナ 役
- ライフ〜壮絶なイジメと闘う少女の物語〜（2007年、フジテレビ） - 廣瀬倫子 役
- おいしいごはん 鎌倉・春日井米店（2007年、テレビ朝日） - 沢野雫 役
- 本当にあった日本史サスペンス劇場（2007年、日本テレビ） - お七 役
- 土曜時代劇オトコマエ! 第一話（2008年、NHK総合） - お光 役
- キミ犯人じゃないよね? 第3話（2008年、テレビ朝日） - 清原三和 役
- 水曜ミステリー9『監察医・篠宮葉月 死体は語る9』（2008年、テレビ東京） - 三田村綾香 役
- 僕の島/彼女のサンゴ（2008年、NHK総合） - 大城夏海 役
- ROOKIES第6話（2008年、TBS） - 松永彩子 役
- ツジツマ（2008年、テレビ朝日） - 河本葵 役
- 警視庁捜査一課9係 第10話（2008年、テレビ朝日） - 三原桜 役
- 太陽と海の教室 第4話（2008年、フジテレビ） - 真衣 役
- メイちゃんの執事（2009年、フジテレビ） - 仲本夏美 役
- スキップ!〜商店街が生んだアイドル〜（2009年9月11日、NHK山形） - “ひろっぴ”高原裕美 役
- ファースト・クラス（2014年、フジテレビ） - ERENAマネージャー 役

### テレビアニメ
- 獣の奏者エリン（2009年1月10日 - 同年12月26日、NHK教育） - エリン 役

### 映画
- フライ,ダディ,フライ（2005年） - 鈴木遥 役
- シムソンズ（2006年） - 林田史江 役
- 水霊（2006年） - 渚由美 役
- 轟轟戦隊ボウケンジャー THE MOVIE 最強のプレシャス（2006年） - 謎の美少女ミューズ 役
- Girl's BOX ラバーズ☆ハイ（2008年） - 奈々 役
- トワイライトシンドローム デッドゴーランド（2008年） - チカコ 役

### ラジオ
- 星井七瀬 恋愛シミュレーション（2003年10月 - 2008年3月24日、文化放送）
- メニコンマンスリーマガジン（2004年3月、FM AICHI）
- 星井七瀬 ソフトクリームのせ☆ちょっと多めで!（2008年4月1日 - 2009年3月31日、文化放送）

### CM
- サントリー なっちゃん
  - 『なっちゃん登場篇』（2003年2月8日 - ） - 原田美枝子と共演
  - 『雨となっちゃん篇』（2003年4月29日 - ） - 勝地涼と共演
- メニコン（2003年 - 2009年） - 目留寿真奈子（次女） 役

## 書籍

### 写真集
- 星井七瀬（2004年、ワニブックス、撮影：西條彰仁）ISBN 978-4847028083